# Suwa Maru (schip, 1914)
De Suwa Maru (Japans: 諏訪丸) was een Japans passagiersschip van de reder Nippon Yusen Kaisha Line. Tijdens de Tweede Wereldoorlog werd het schip gevorderd en ingezet als troepentransportschip voor de Japanse Keizerlijke Marine in de Grote Oceaan.

## Technische kenmerken
Van 1913 to 1914 liet de NYK Line voor de Europadienst vijf vrijwel identieke schepen bouwen. Hiertoe behoorde ook de Suwa Maru, die op 10 september 1914 in dienst kwam. De Suwa Maru verschilde iets met de andere schepen, daar het maar één schoorsteen bezat. Het schip is gebouwd door scheepswerf Kawasaki in Nagasaki. Het schip met een breedte van 19,1 meter en lengte van 158,8 meter had een waterverplaatsing van 10.927 ton en een topsnelheid van 15 knopen.

## Tijdens de Tweede Wereldoorlog
Tijdens de Tweede Wereldoorlog deed het schip dienst als troepentransportschip. Op 28 maart 1943 probeerde de Suwa Maru de Amerikaanse blokkade rondom het eiland Wake te doorbreken. Het schip werd tijdens deze poging door de Amerikaanse onderzeeboot Tunny getorpedeerd, twee torpedo's raakt het schip. De Suwa Maru kon daarop nog een rif worden gezet waardoor het niet zonk. Een week later werd het schip door de Seadragon en Finback opnieuw getorpedeerd, als resultaat van deze aanval brandde de Suwa Maru volledig uit.